# Огненият пръстен
Огненият пръстен (на английски: Pacific Rim) е американски филм от 2013 г. на режисьора Гийермо дел Торо.

## Сюжет
През 2013 г. портал между измеренията наречен „проломът“ се отваря на дъното на Тихия океан, от който чудовища, наречени Кайджу, изплуват, унищожавайки различни градове в Огнения пръстен. Заради това човешката раса създава огромни машини, които наричат Йегери. Всеки Йегер е огромен и за това трябва да се пилотира от двама рейнджъри, които се свързват психически, чрез така нареченото „Отклонение“, за да разделят стреса от пилотирането на машините.

## Актьорски състав
| Актьор          | Роля              |
| --------------- | ----------------- |
| Чарли Хънам     | Райли Бекет       |
| Идрис Елба      | Стакър Пентекост  |
| Ринко Кикучи    | Мако Мори         |
| Чарли Дей       | д-р Нютън Гейзлър |
| Макс Мартини    | Херк Хенсън       |
| Робърт Казински | Чък Хенсън        |
| Рон Пърлман     | Ханибал Чау       |

## Награди и номинации
| Награда            | Категория                                    | Номиниран(и)                                 | Резултат  |
| ------------------ | -------------------------------------------- | -------------------------------------------- | --------- |
| Награда на БАФТА   | Най-добри визуални ефекти                    | Най-добри визуални ефекти                    | номинация |
| Сатурн             | Най-добър научнофантастичен филм             | Най-добър научнофантастичен филм             | номинация |
| Сатурн             | Най-добри специални ефекти                   | Най-добри специални ефекти                   | номинация |
| Сатурн             | Най-добър монтаж                             | Най-добър монтаж                             | номинация |
| Сатурн             | Най-добри декори                             | Най-добри декори                             | номинация |
| Сатурн             | Най-добър режисьор                           | Гилермо дел Торо                             | номинация |
| Емпайър            | Най-добър научнофантастичен или фентъзи филм | Най-добър научнофантастичен или фентъзи филм | номинация |
| Награда „Хюго“     | Най-добро сценично представяне (дълга форма) | Най-добро сценично представяне (дълга форма) | номинация |
| Награда „Бредбъри“ | Награда „Бредбъри“                           | Гилермо дел Торо и Травис Бийчам             | номинация |